# Listă de filme: X
| Listă de filme                                          | Listă de filme | Listă de filme | Listă de filme | Listă de filme | Listă de filme | Listă de filme |
| ------------------------------------------------------- | -------------- | -------------- | -------------- | -------------- | -------------- | -------------- |
| #                                                       | A              | B              | C              | D              | E              | F              |
| G                                                       | H              | I              | J · K          | L              | M              | N · O          |
| P                                                       | Q · R          | S · Ș          | T · Ț          | U · V          | W · X          | Y · Z          |
| Această infocasetă: vizualizare • discuție • modificare |                |                |                |                |                |                |

- X (1963)
- X (1996)
- The X-Files (1998)
- X the Unknown (1956)
- X-15 (1961)
- The X-Files: I Want to Believe (2008)
- Seria X-Men:
  - X-Men (2000)
  - X2 (2003)
  - X-Men: The Last Stand (2006)
  - X-Men Origins: Wolverine (2009)
  - X-Men: First Class (2011)
- X-Paroni (1964)
- Xala (1975)
- Xanadu (1980)
- XChange (2000)
- Xica (1976)
- Xiu Xiu: The Sent Down Girl (1998)
- Xtro (1983)
- Xtro II: The Second Encounter (1991)
- XX/XY (2002)
- xXx (2002)
- xXx: State of the Union (2005)
- XXY (2008)

| Listă de filme                                          | Listă de filme | Listă de filme | Listă de filme | Listă de filme | Listă de filme | Listă de filme |
| ------------------------------------------------------- | -------------- | -------------- | -------------- | -------------- | -------------- | -------------- |
| #                                                       | A              | B              | C              | D              | E              | F              |
| G                                                       | H              | I              | J · K          | L              | M              | N · O          |
| P                                                       | Q · R          | S · Ș          | T · Ț          | U · V          | W · X          | Y · Z          |
| Această infocasetă: vizualizare • discuție • modificare |                |                |                |                |                |                |